# Avtonoja (luna)
Avtonója (grško Αυτονόη: Autonóe) je Jupitrov naravni satelit (luna). Spada med  nepravilne lune z retrogradnim gibanjem. Je članica Pasifajine skupine Jupitrovih lun, ki krožijo okoli Jupitra v razdalji 22,8 do 24,1 Gm in imajo naklon tira med 144,5°  in 158,3°.
Luno Avtonojo je leta 2001 odkrila skupina astronomov, ki jo je vodil Scott S. Sheppard z Univerze Havajev. Prvotno so jo označili kot S/2003 J 1. Znana je tudi kot Jupiter XXVIII. 
Ime je dobila po Avtonoji (hči Kadmosa in Harmonije in sestra Semele) iz grške mitologije.
Luna Avtonoja  ima premer okoli 4 km in obkroža Jupiter v povprečni razdalji 23,039.000 km. Obkroži ga v  762  dneh in 17  urah po krožnici z veliko izsrednostjo (ekscentričnostjo), ki ima naklon tira okoli 151° glede na ekliptiko oziroma 150° na ekvator Jupitra. 
Njena gostota je ocenjena na 2,6 g/cm3, kar kaže, da je sestavljena iz kamnin. 
Luna izgleda zelo temna, ima odbojnost 0,04. 
Njen navidezni sij je 22,0 m.